# 3548 Eurybates

3548 Eurybates

3548 Eurybates eller 1973 SO är en trojansk asteroid i Jupiters lagrangepunkt L4. Den upptäcktes 19 september 1973 av den nederländsk-amerikanske astronomen Tom Gehrels och det nederländska astronomparet Ingrid van Houten-Groeneveld och Cornelis Johannes van Houten vid Palomarobservatoriet. Den är uppkallad efter Eurybates.
Asteroiden har en diameter på ungefär 63 kilometer. Den tillhör och har givit namn åt asteroidgruppen Eurybates.
Asteroiden har föreslagits som ett delmål för NASAs planerade rymdsond Lucy.